# Marlon Knauer
Marlon Knauer (ur. 19 sierpnia 1987 w Berlinie) – niemiecki piosenkarz. 

## Życiorys
Odkrył go w roku 2002 Rolf Brendel, były perkusista w zespole wokalistki Neny. Wraz z pomocą innych niemieckich gwiazd nagrał jako 14-latek piosenkę „Lieber Gott”, która była odpowiedzią na powódź w Niemczech w sierpniu 2002 roku. Uplasowała się ona na 6 miejscu na niemieckich listach przebojów.
W 2006 Marlon powrócił z singlem „Was immer du willst”, aby wziąć udział w Bundesvision Song Contest. Reprezentując tam Dolną Saksonię, zajął 6 miejsce.

## Dyskografia

### Albumy
- 2002: Hallo, Liebes Leben
- 2006: Herzschlag

### Single
- 2002: Ich hab' dich zuerst gesehen
- 2002: Lieber Gott (Benefiz-CD)
- 2003: Fragen Fragen Fragen
- 2006: Was immer du willst
- 2006: Deine Liebe fehlt